# КМФ Економац
КМФ Економац је српски клуб малог фудбала из Крагујевца. Клуб се тренутно такмичи у Првој футсал лиги Србије, првом рангу такмичења.

## Историја клуба
КМФ Економац је основан 7. новембра 2000. године од стране студената и асистената Економског факултета на челу са Проф. др Верољубом Дугалићем, а у циљу популаризације „игре на петопарцу” у овом делу Србије.
Клуб је најпре почео да наступа у најнижем степену такмичења, затим у оквиру регионалне лиге западне Србије и Републичке лиге, да би у сезони 2004/05. постао члан Прве футсал лиге.
2008. године клуб бележи први већи успех освајањем Балканског купа у Љубушком, затим осваја, по први пут у историји, титулу првака Србије. У сезони 2008/09. по први пут је играо и успео да се пласира у елитно коло УЕФА футсал купа.
У сезони 2009/10. клуб, по други пут, постаје првак Србије након чега поново улази у елитно коло УЕФА футсал купа где у одлучујућој утакмици за пласман на завршни турнир губи од актуелног првака Европе, екипе Бенфике (2:5).
На крају те сезоне Економац је освојио и своју трећу титулу првака Србије. Европски поход, после сјајних игара у Главној рунди и наставка континуитета победа у овом степену такмичења, заустављају московски Динамо и казахстански Каират.
У сезони 2011/12. Економац осваја трећу заредом, а четврту укупно, титулу првака државе, а на отварању нове сезоне сјајан турнир и три победе у Летонији, после чега је УЕФА доделила Крагујевцу нову организацију елитне рунде, где је Економац пред препуним Језером, завршио на другој позицији иза казахстанског Каирата.
Ове игре и успеси су Економац поставиле на 11. место на УЕФА вечитој ранг листи у овом спорту, што је феноменалан успех, а највећи на овим просторима.
У циљу промоције клуба играчи Економца у претходним годинама постали су Слободан Боба Крчмаревић, бивши фудбалер-сада успешан тренер, Ђорђе Балашевић-музички уметник, најбољи српски стрелац Стеван Плетикосић, један од најуспешнијих кошаркаша свих времена Александар Ђорђевић као и светски пливачки шампиони Нађа Хигл и Милорад Чавић.

## Успеси

### Национална такмичења
- Првенство Србије:
  - Првак (11): 2007/08, 2009/10, 2010/11, 2011/12, 2012/13, 2013/14, 2014/15, 2015/16, 2016/17, 2017/18, 2018/19.
  - Други (2): 2006/07, 2008/09.
- Куп Србије:
  - Освајач (5): 2012/13, 2013/14, 2016/17, 2017/18, 2018/19.
  - Финалиста (3): 2011/12, 2014/15, 2015/16.

### Континентална такмичења
- УЕФА футсал куп:
  - Елитна рунда (4): 2007/08, 2009/10, 2010/11, 2011/12.
- Балкански куп:
  - Освајач (1): 2008.

### Познати бивши играчи
- Предраг Рајић
- Владимир Ранисављевић
- Даниел Марињо де Соуза
- Рудолф да Коста
- Младен Коцић
- Предраг Брзаковић
- Слободан Рајчевић
- Борко Суруџић
- Владан Цветановић
- Миодраг Аксенијевић
- Ђорђе Јовановић
- Стефан Ракић
- Слободан Јањић
- Јаков Грцић
- Ален Фетић
- Марко Живић

## Занимљивости
Чланови Економца били или су још увек многе познате личности из света спорта и естраде:
- Слободан Крчмаревић, бивши фудбалер и тренер.
- Ђорђе Балашевић, кантаутор
- Александар Ђорђевић, бивши кошаркаш
- Нађа Хигл, пливачица
- Милорад Чавић, пливач
- Стеван Плетикосић, стрелац